# Merremia tuberosa
Merremia tuberosa är en vindeväxtart som först beskrevs av Carl von Linné, och fick sitt nu gällande namn av Alfred Barton Rendle. Merremia tuberosa ingår i släktet Merremia och familjen vindeväxter. Inga underarter finns listade i Catalogue of Life.

## Bildgalleri

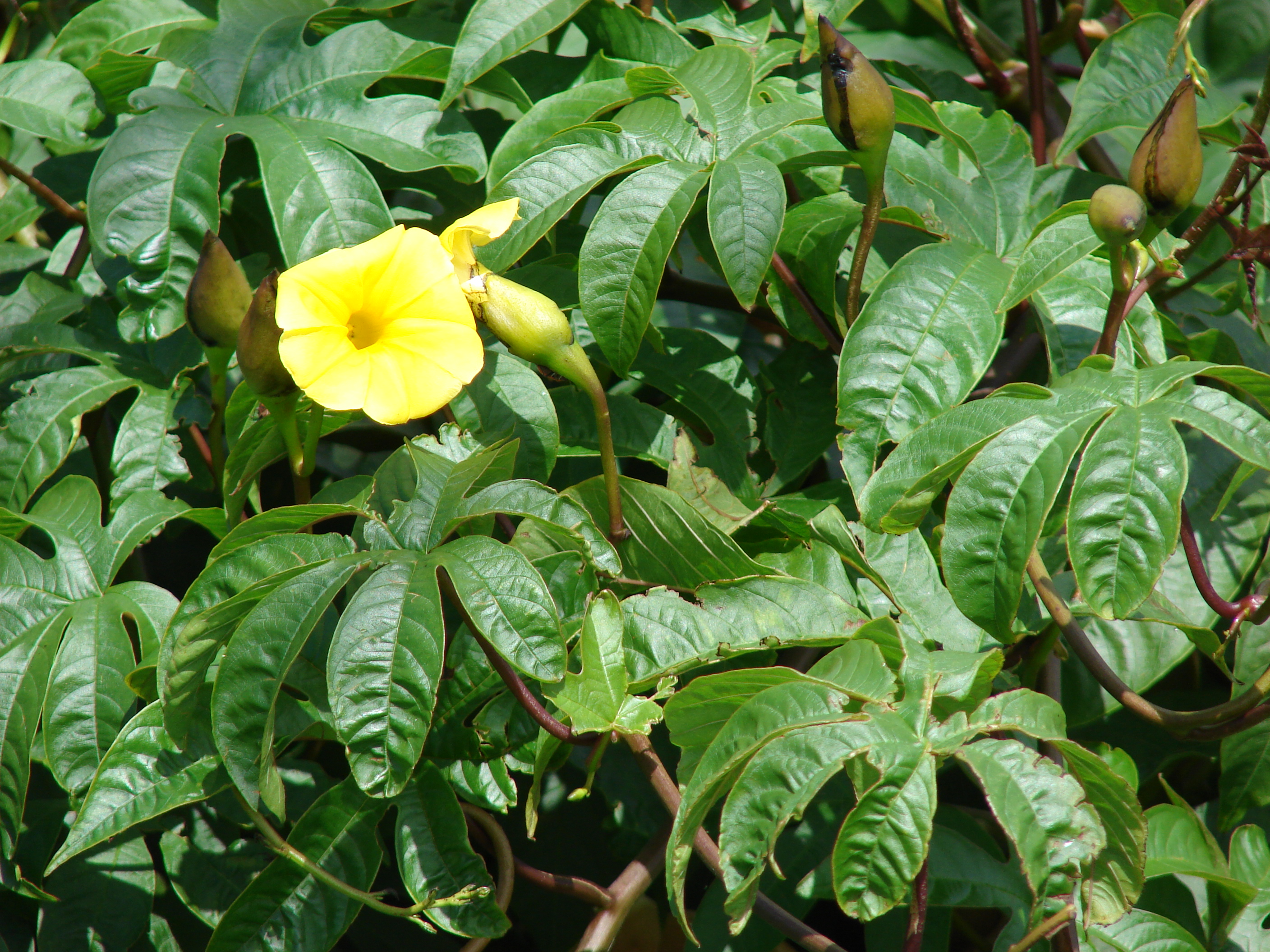
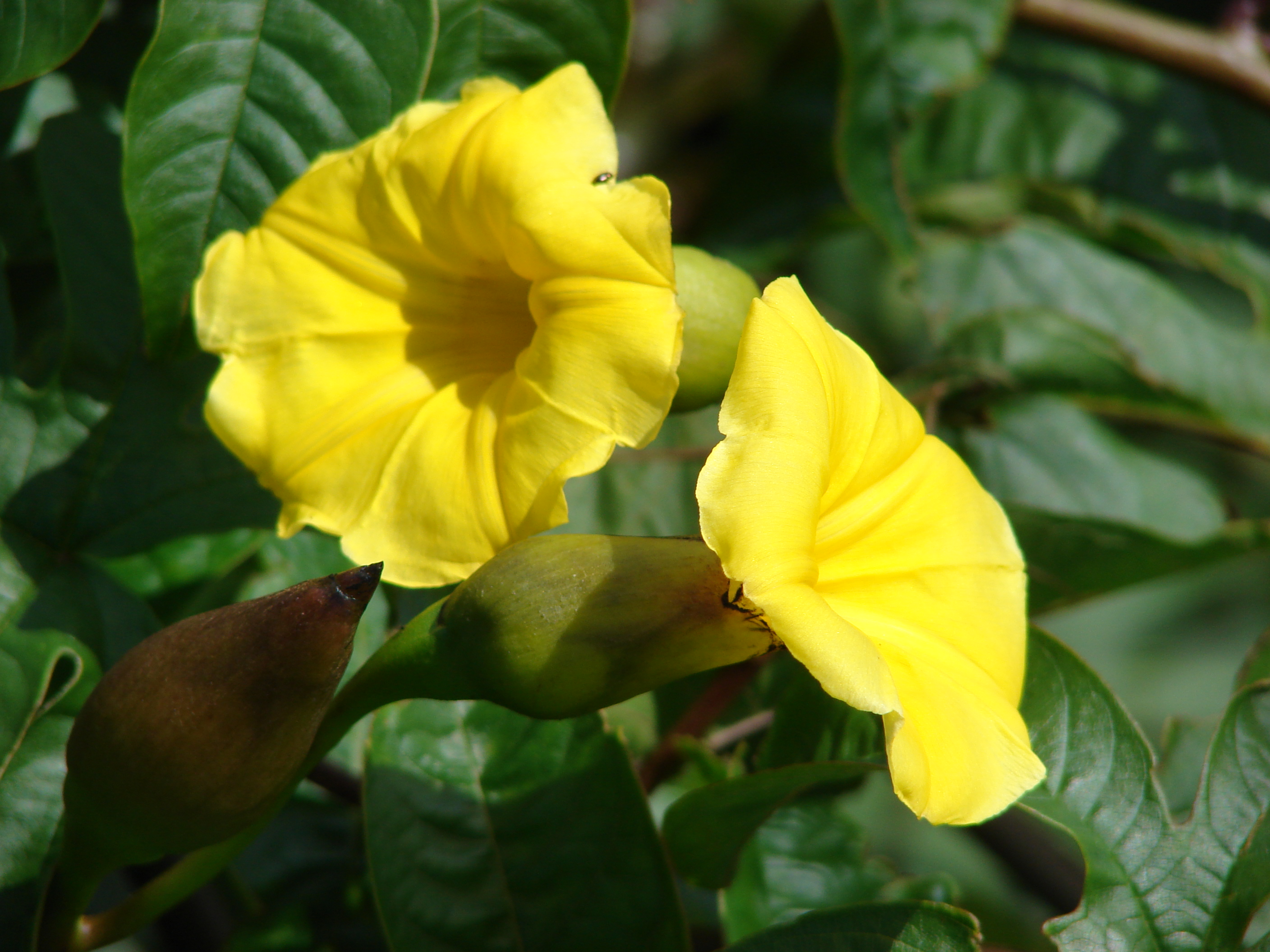
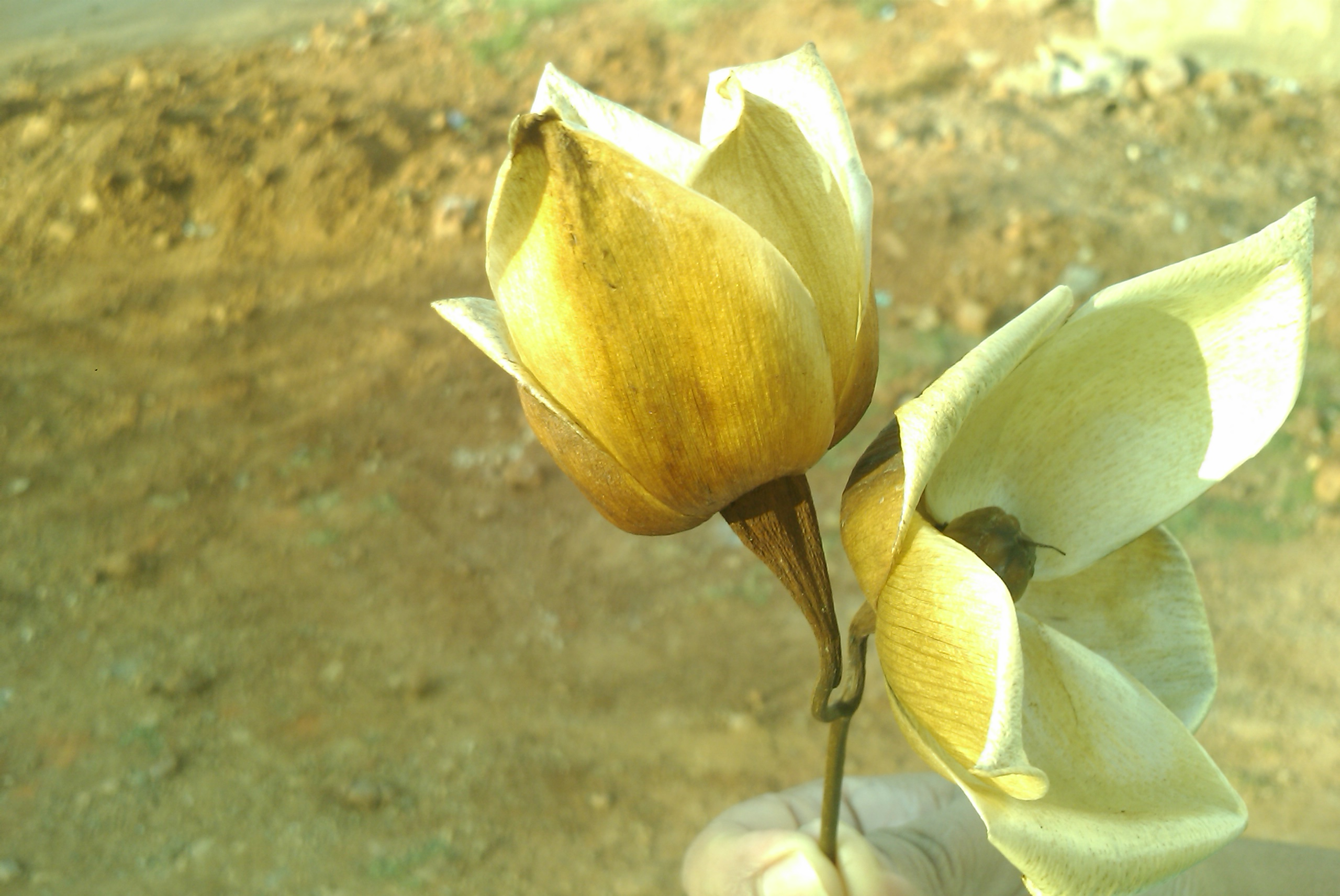
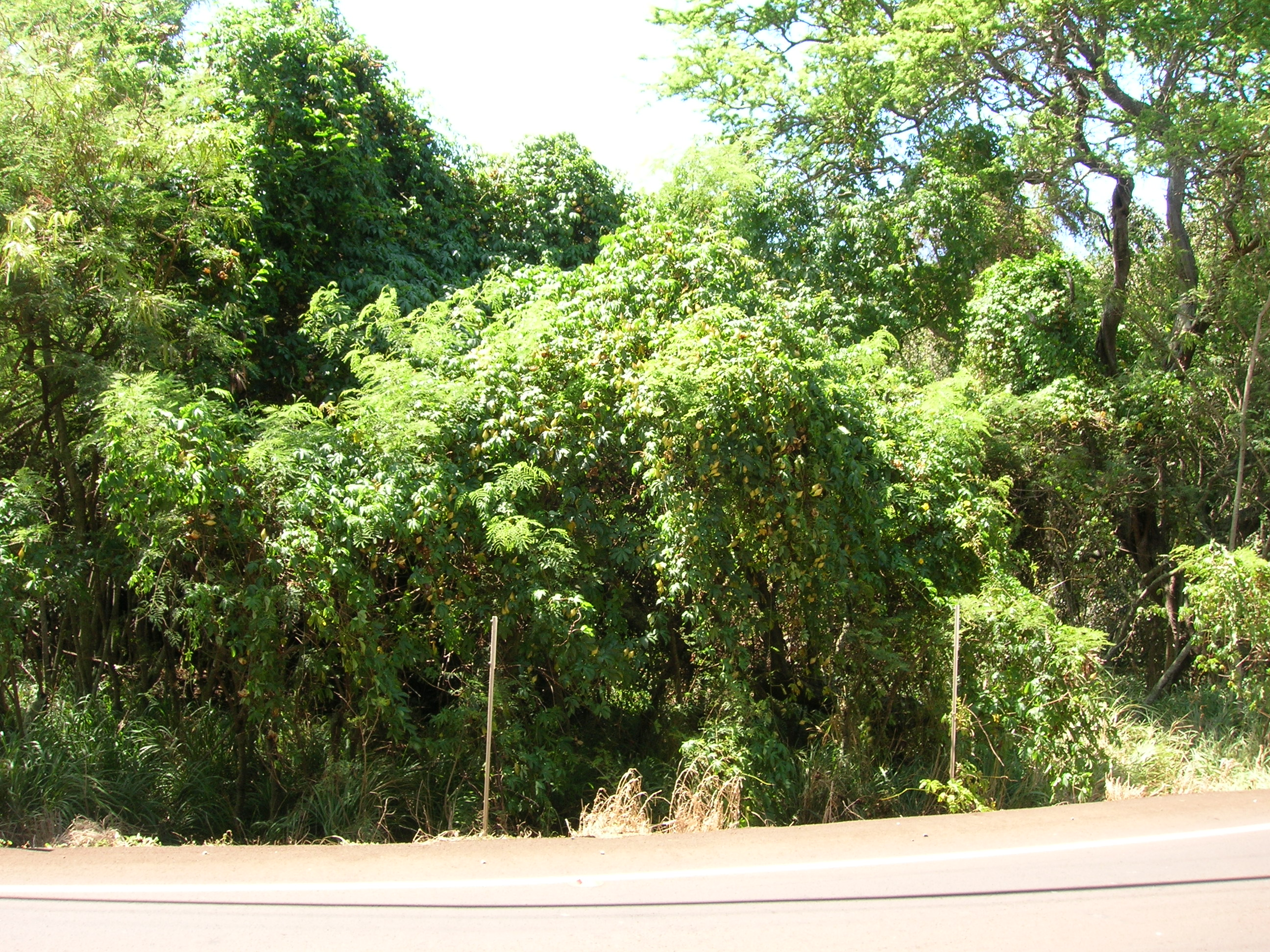
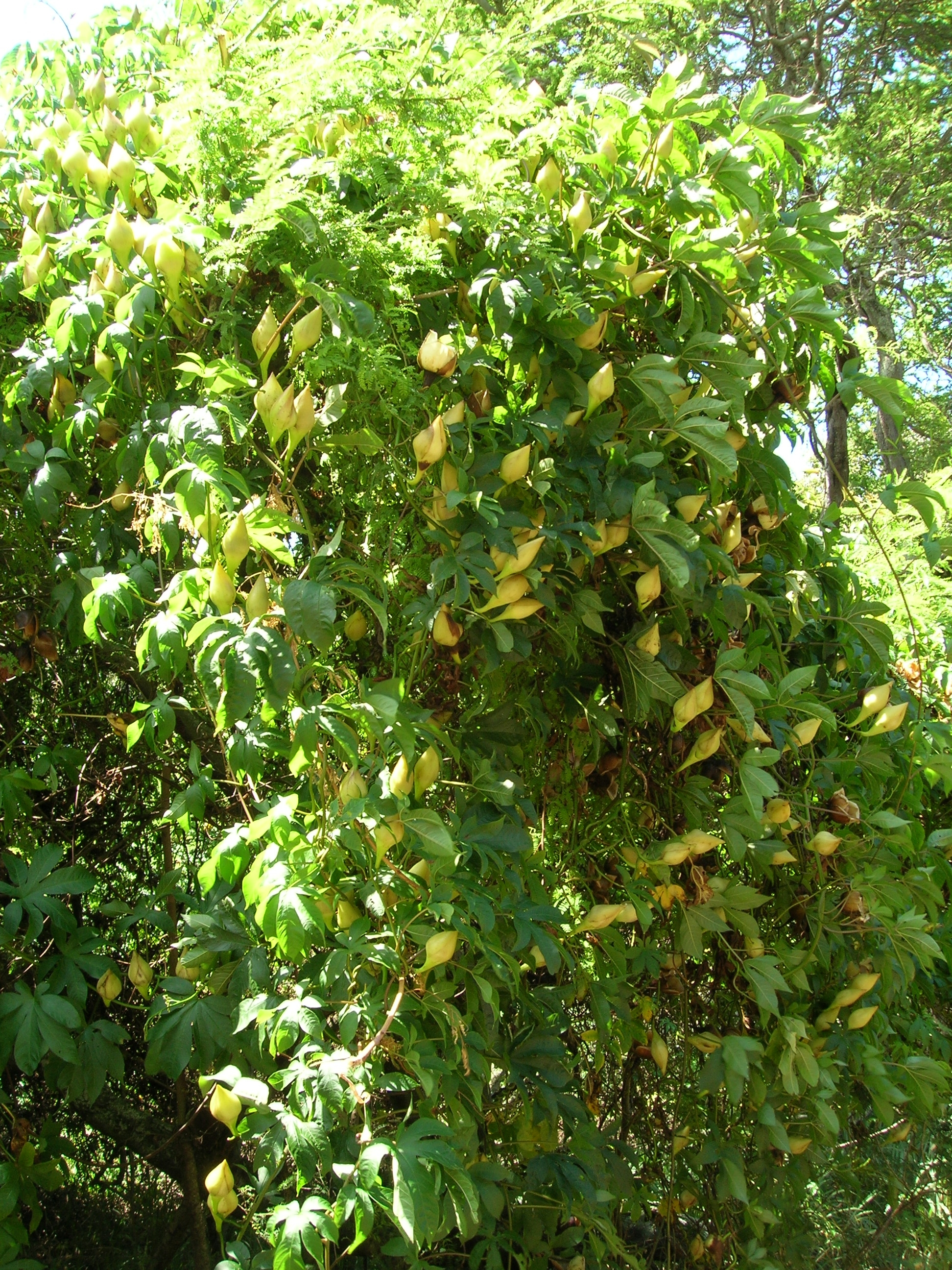
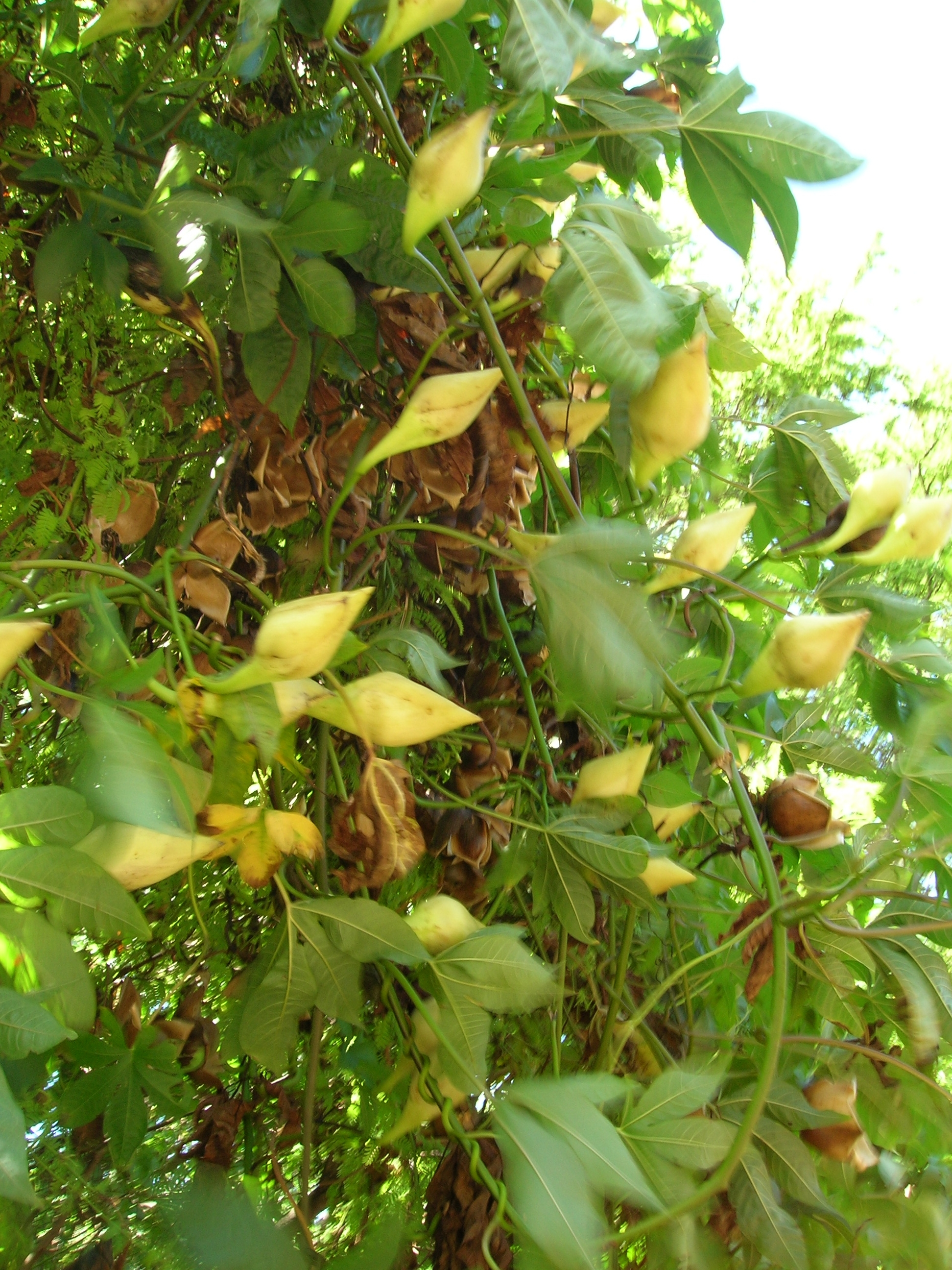